# Mat Rijnders
Marijn (pseudoniem van Mat Rijnders,  1949) is een Nederlands cartoonist.
Marijn ging op zijn zeventiende jaar bij een reclamebureau werken waar hij het grafische vak leerde. In 1976 richtte hij met een aantal collega’s de studio Art Groep Eindhoven op welke in 1998 fuseerde met de Commilfo Artgroep.
Sinds 1974 is hij illustrator en politiek tekenaar voor het Eindhovens Dagblad. Vanaf begin 2005 werkt hij freelance als illustrator in zijn woonplaats Helmond.